# Goddess
Goddess to debiutancki album studyjny amerykańskiej wokalistki Banks wydany 5 września 2014 roku nakładem Harvest Records. Wydawnictwo zawiera dwa utwory z Fall Over EP, wydanej w 2013 roku oraz 4 kompozycje z London EP, a także singiel „Warm Water”, którego oficjalna premiera miała miejsce 27 maja 2013 roku.

## Single
- „Brain” to pierwszy, oficjalny singiel z Goddess. Został wydany 29 stycznia 2014 roku[11]. Utwór cieszył się ogromną popularnością wśród blogerów oraz popularnych serwisów muzycznych[12].
- Tytułowy utwór ujrzał światło dzienne 29 kwietnia 2014 roku jako drugi singiel, po udostępnieniu przez Banks informacji na temat premiery albumu[13][14].
- Trzeci singiel, „Drowning”, został wydany 9 czerwca 2014 roku[15]. Kompozycja ta, podobnie jak i teledysk, zyskały wiele pochlebnych opinii wśród krytyków muzycznych[16].
- Kolejnym utworem promującym debiutanckie wydawnictwo Banks została piosenka „Beggin for Thread”[17].
- Piąty singiel z krążka, „Someone New”, miał premierę 28 sierpnia 2014[18], jednak nie cieszył się popularnością, stąd dwa tygodnie później, 8 września utwór „Alibi” został przedstawiony jako szósty singiel z płyty Goddess[19].

## Lista utworów
1. „Alibi” 3:48
2. „Goddess” 4:02
3. „Waiting Game” 3:27
4. „Brain” 4:41
5. „This Is What It Feels Like” 5:02
6. „You Should Know Where I’m Coming From” 3:55
7. „Stick” 5:13
8. „Fuck Em Only We Know” 4:36
9. „Drowning” 4:09
10. „Beggin for Thread” 4:09
11. „Change” 4:16
12. „Someone New” 4:41
13. „Warm Water” 3:28
14. „Under the Table” 4:09

Wersja deluxe
1. „And I Drove You Crazy” 4:31
2. „Fall Over” 3:29
3. „Before I Ever Met You” 4:27
4. „Bedroom Wall” 4:17

## Notowania
| Lista (2012) | Najwyższa pozycja                 |    |
| ------------ | --------------------------------- | -- |
|              | Australia (Top 50 Albums)         | 17 |
|              | Austria (Ö3 Austria Top 40)       | 47 |
|              | Dania (Tracklisten)               | 22 |
|              | Holandia (Mega Album Top 100)     | 75 |
|              | Irlandia (Albums Chart)           | 23 |
|              | Kanada (Canadian Albums Chart)    | 8  |
|              | Niemcy (Media Control Charts)     | 18 |
|              | Nowa Zelandia (RIANZ)             | 18 |
|              | Polska (OLiS)                     | 32 |
|              | Szwajcaria (Alben Top 100)        | 12 |
|              | Wielka Brytania (UK Albums Chart) | 20 |
|              | Stany Zjednoczone (Billboard 200) | 12 |